# Вавилонска кула
Вавилонската кула (на иврит: מִגְדַּל בָּבֶל, Migdal Bavel) е легендарна постройка, митът за която е предназначен да обясни защо народите по света (Земята) говорят различни езици. Опитът да се построи е известен като Вавилонско стълпотворение. Изразите „Вавилонско стълпотворение“ и „Объркване на езика“ са в речниците на много езици; първото е синоним и на тълпа, а второто - на изпадане на обществото в хаос. 
Град Вавилон в землището на който се предполага, че се е намирала е политически и военен противник на евреите. В Библията той става символ на греха. В „Откровението на Йоан Богослов“ се появява терминът Вавилонска блудница: „и на челото ѝ пишеше име: Великият Вавилон, майка на блудници и мерзост земна“ (Откр. 17: 5). 
Най-популярният разказ за Вавилонската кула е в "Стария завет" (Битие 11: 1 – 9). Според "Библията", човечеството в поколенията след Всемирния потоп включва (или даже - се изчерпва до) група хора, говорещи един език и мигриращи на Изток. Когато стигат страна по долното течение на реките Тигър и Ефрат, наричана Сеннаар / "Земята Шинар (שִׁנְעָר)", те се споразумяват да построят град, а в него - кула, достатъчно висока, за да достигне небето. Наблюдавайки труда им, Бог негодува срещу намеренията им и за да им попречи обърква речта им, така че вече да не могат да се разбират. В резултат се разпръскват по света. Шумерска версия на донякъде подобна история е разказана в клинописа "Енмеркар и господарят на Арата" (на английски: Enmerkar and the Lord of Aratta).
Вавилонската кула е отъждествявана или свързвана, включително и от някои съвременни учени, с известни архитектурни обекти, по-специално - със зикурата във Вавилон, Етеменанки, храм посветен на месопотамския бог Мардук. Представата за греховността на строителите на Вавилонската кула се свързва с отрицателното отношение на евреите към Вавилон (и Вавилония), но и с осъждането на възгордяването (то е в християнството, а преди това - и в юдаизма, смъртен грях) на хората в стремежа им да достигнат Бог.

## Етимология
Изразът „Вавилонска кула“ не се среща в Библията; винаги е „градът и кулата“ (אֶת-הָעִיר וְאֶת-הַמִּגְדָּל) или просто „градът“ (הָעִיר). Оригиналното производно на името Babel (също - еврейското име за Вавилон) е несигурно. Според Библията (Битие 11: 9) градът е получил името „Бабел“ от еврейския (на иврит) глагол בָּלַ֥ל (bālal), което означава "да бъркам" или "да обърквам". Римско-еврейският автор от I век Йосиф Флавий обяснява по подобен начин, че името произлиза от еврейската дума Бабел (βαβὲλ), което означава „объркване“.
Родното акадско име на града е Bāb-ilim, което е тълкувано като „Божия порта“. Обаче тази форма и самата интерпретация сега обикновено се смятат за резултат от акадска народна етимология (погрешна етимология, произтичаща от непознаване или пренебрегване на произхода на думата), приложена към по-ранна форма на името, Бабила, с неизвестно значение и вероятно с несемитски произход. Айзък Азимов предполага, че авторите на Битие 11: 1 – 9 са били вдъхновени от съществуването на очевидно непълен зикурат във Вавилон и от фонологичното сходство между вавилонския израз Баб-илу, което означава „Божия порта“, и еврейската дума balal, което означава „смесен“, „объркан“ или „объркан“.

## Описание на Вавилонската кула
Книгата "Битие"  не споменава колко висока е била кулата. Фразата, използвана за описание на кулата, „нейният връх - в небето“ (v.4), е идиом за впечатляваща височина, но без това да предполага арогантността, за която се счита, че Господ упреква строителите й - просто клише за височина. Конкретни цифри се съдържат в известния еврейски апокриф "Книгата на юбилеите", датиращ от преди Христа и разглеждащ предполагаемата история на човечеството от гледна точка на т.нар. седмични години и юбилейни години (всяка 7-ма и всяка 49-та) - хронологията е от получаването на Скрижалите на откровението нататък. Според "Книгата на юбилеите" височината на кулата е далеч по-голяма от постигнатата до началото на 21. век, а именно 5 433 лакътя и 2 палми, или 2 484 метра (8 150 фута) или около 1,6 мили височина, което е около 3 пъти повече от височината на небостъргача "Бурдж Халифа". Третият апокалипсис на Барух споменава, че „Кулата на раздора“ е достигнала височина от 463 лакти или 211,8 м (695 фута), по-високо от която и да е структура, построена в историята на човечеството до построяването на Айфеловата кула през 1889 г., с нейните 324 м (1063 фута) височина. Текстът в "Библията" предполага сградата да е планирана, като още по-висока.

## Версии на разказа
Някои изследователи на Библията гледат на книгата Битие като на митологично, а не като на историческо произведение, обръщайки особено внимание на контекста. Темата за съревнование между Бог и хората се появява и другаде в нея, дори още в историята на Адам и Ева в Райската градина. Еврейската интерпретация от 1 век, открита у Йосиф Флавий, обяснява строежа на кулата като хубристичен акт на непокорство срещу Йехова, нареден от легендарния ловец и вожд Нимрод, на когото се приписват арогантност и тирания. Битие 10:10 гласи, че Вавилон (LXX: Βαβυλών) е част от царството на Нимрод. Библията не споменава конкретно, че Нимрод е поръчал изграждането на кулата, но много други източници свързват нейното изграждане с него. Класическата интерпретация на Йосиф Флавий се оспорва в по-ново време, с акцент върху изричния мотив за културна и езикова хомогенност, споменат в повествованието (ст. 1, 4, 6). Такъв прочит на текста разглежда Божиите действия не като наказание за гордост, а като етиология на културните различия, представяйки Бабел като люлка на цивилизацията.
Разказът в Битие не споменава за разрушаване на кулата. Хората, чиито езици са объркани, просто са разпръснати оттам по лицето на Земята и спират да градят своя град. В други източници обаче, като "Книгата на юбилеите" (глава 10, ст. 18 – 27), Корнелий Александър (фрагмент 10), Абиден (фрагменти 5 и 6), Йосиф Флавий (Античности 1.4.3) и Сибилин Оракули (iii. 117 – 129), Бог преобръща кулата с голям вятър. В Талмуда се казва, че горната част на кулата е изгорена, дъното е погълнато, а средата е оставена да стои, за да ерозира с времето (Санхедрин 109а).
Сказанията, свързани с Вавилонската кула възникват не по-късно от началото на 2 хил. пр.н.е., тоест почти 1000 г. преди литературния паметник – Библията, представляващ най-старото писмено свидетелство за тях (и отнасящо се към най-древните библейски текстове). Само някои мотиви от сказанията получават развитие при по-късните автори: изобразява се греховността на всичко „допотопно“, на цялото поколение строители и особено на вавилонците, което се предпоставя от това, че традиционно са възприемани, като врагове на евреите и на тяхната религия. В тази връзка се определя богоборческият характер на строителството на кулата. Основно се променя и образът на Бога, мотивът за неговата враждебност (към хората, които многократно са го разочаровали) се измества от засилването на справедливостта му. Разпръскването на хората се изобразява не само като възмездие и като мярка, породена от опасение от човешката сила, а като благодеяние и Божи промисъл. Сюжетът има многобройни митологични паралели, включително в неаврамистичните религии (като мита за края на Златния век в гръко-римската митология).

### В Библията
Библейският разказ (преводът е от "Библията на крал Джеймс") гласи:
1 А по цялата земя се употребяваше един език и един говор.
2 И като потегляха човеците към изток, намериха поле в Сенаарската земя, гдето се и заселиха.
3 И рекоха си един на друг: Елате, да направим тухли и да ги изпечем в огъня. Тухли употребяваха вместо камъни, а смола употребяваха вместо кал.
4 И рекоха: Елате, да си съградим град, даже кула, чийто връх да стига до небето; и да си спечелим име, да не би да се разпръснем по лицето на цялата земя.
5 А Господ слезе да види града и кулата, които градяха човеците.
6 И рече Господ: Ето, едни люде са, и всички говорят един език; и това е което са почнали да правят; и не ще може вече да им се забрани, какво да било нещо, що биха намислили да направят.
7 Елате да слезем, и там да разбъркаме езика им, тъй щото един други да не разбират езика си.
8 Така Господ ги разпръсна от там по лицето на цялата земя; а те престанаха да градят града.
9 За това той се наименува Вавилон, защото там Господ разбърка езика на цялата земя; и от там Господ ги разпръсна по лицето на цялата земя. Битие 11:1 – 9“
Според това, известно време след Потопа (в който единствените оцелели са Ной и семейството му) човечеството представлява единен народ, говорещ на общ език. Пътувайки "към изток" хората прииждат в Сеннаарската земя и построяват град (Вавилон - но отначало той няма име или то е друго) и кула, висока до небето, „за да си създадат име“. Визира се начинът на строежа - с тухли (печени в огън) и смола. Строителството на кулата е прекратено от Бог, който „объркал“/разбъркал езика на хората и те спират да се разбират. Хората не могат да достроят кулата и се разпръскват "по лицето на цялата земя". Така историята за Вавилонската кула обяснява появата на различните езици след Потопа.

### Книга на юбилеите
"Книгата на юбилеите" съдържа един от най-подробните въобще сред откритите разкази, относно Вавилонската кула и нейния строеж:: “ И те започнаха да строят, а на четвъртата седмица направиха тухли с огън и тухлите им послужиха за камък, а глината, с която ги циментираха, беше асфалт, който излиза от морето и от водните извори в земята Шинар. И те го построиха: строяха го четиридесет и три години; ширината му беше 203 тухли, а височината [на тухла] беше третата от едната; височината му възлизаше на 5433 лакътя и 2 палми и [размерът на едната стена беше] тринадесет стъпала [и на останалите тридесет стъпала]. (Юбилеи 10: 20 – 21, превод на Чарлз от 1913 г.) Изяснява се, че смолата, спомената в "Библията" е асфалт.

### Псевдо-Филон
У Псевдо-Филон (по името на древния учен Филон Александрийски) постройката на сградата се приписва не само на Нимрод, който е превърнат в княз на хамитите (потомците на Хам), но и на Йоктан, като княз на семитите (наречени на Сим), както и на Фенех, син на Доданим, като княз на яфетите (произхождащи от Яфет). Хам, Сим и Яфет са според легендата синове на Ной и прародители на съвременното човечество (първото е избито от Йехова чрез Световния потоп). Дванадесет мъже са арестувани за отказ да донесат тухли, включително Авраам, Лот, Нахор (брат на Авраам) и няколко сина на Йоктан. Йоктан обаче накрая спасява дванадесетте от гнева на другите двама принцове.

### Мидраш
Равинската литература предлага много различни разкази за други причини за построяването на Вавилонската кула и за намеренията на нейните строители. Според един мидраш, строителите на Вавилонската кулата, наричани в еврейските източници „поколението на сецесията“, казват: „Бог няма право да избира горния свят за Себе Си и да остави долния свят на нас; затова ние ще си построим кула, с идол на върха, който държи меч, така че да изглежда така, сякаш възнамерява да воюва с Бог (Gen. R. xxxviii. 7; Tan., ed. Buber, Noah, xxvii. et seq.)
Сградата на Кулата е предназначена да изрази непокорство не само към Бог, но и към Авраам, който увещава строителите й да почитат божеството. В пасажа се споменава, че строителите са говорили остри думи срещу Бога (богохулствали са), казвайки, че веднъж на 1 656 години небето се клатушка, така че водата се излива върху земята, затова те ще го подкрепят с колони, та да не настъпи друг потоп (Бит. lc; Tan. lc; по същия начин - Йосиф Флавий, „Ant.“ i. 4, § 2). Те обясняват станалото с предците им по-скоро с цикличност на природните явления, а не толкова с волята на Йехова или смятат, че дори и тя да е била такава, те могат да му попречат да я изяви успешно отново по същия начин.
Някои от това поколение дори искат да воюват срещу Бог на небето (Талмуд Синедрион 109а). Те са насърчени в това начинание от наблюдението си, че стрелите, които изстрелват в небето, падат обратно и от тях капе с кръв, която стрелците смятат, че е на жителите на небесата (Сефер ха-Яшар, Глава 9:12 –36). Според Йосиф Флавий и Мидраш Пирке Р. Ел. xxiv., главно Нимрод е убедил съвременниците си да построят Кулата, докато други равински източници твърдят, напротив, че Нимрод (в "Библията" поначало представян като благочестив човек - описван с израза "който ходеше пред /лицето на/ Бога" или "силен ловец пред Бога") се е отделил от строителите. Според друг разказ на мидрашиката, 1/3 от строителите на кулите са били наказани с превръщането им в полу-демонични същества и с прогонване в три паралелни измерения, обитавани впоследствие от техните потомци.

### Ислям
Макар в рамките на ислямската традиция да съществуват вариации, подобни на библейския разказ за Вавилонската кула, централната тема за Бог, разделящ човечеството въз основа на езика, е чужда на исляма според автора Yahiya Emerick. Той твърди, че според исляма Бог е създал нациите (народите), за да се познават помежду си и да не бъдат разделени. Все пак в "Корана" има история с прилики с библейската история за Вавилонската кула. Действието се развива в Древен Египет от времето на Мойсей (т.е. около т.нар. Изход). Неговият противник - фараонът - моли Хаман да му построи каменна (или глинена) кула за да може да се качи до небето и да се изправи срещу бога на Мойсей (в "Корана" това е Аллах). Името Бабил (Вавилон) се споменава в друга история (в Сура 2: 102), където става дума за двама ангели - Харут и Марут. Те преподават магия на някои хора във Вавилон, но и ги предупреждават, че магията е грях и че тяхното обучение в магия е проверка на вярата им.
По-подробно за Бабил се разказва в писанията на Якут (i, 448 г.) и на Lisān al-ʿArab [ar] (xiii. 72), но поместената в тях история не включва кулата.  В нея човечеството е пометено от ветрове в равнината, впоследствие наречена „Бабил“. Там Бог им е дава отделни езици, след което те се пръсват по света. В "История на пророците и царете" от мюсюлманския богослов от 9 век ал-Табари е дадена по-пълна версия, според която Нимрод е построил кулата в Бабил, Бог я унищожава и езикът на човечеството, древен сирийски, след това се разбърква в 72 езика. Друг мюсюлмански историк от 13 век, Абу ал-Фида, разказва същата история, добавяйки, че на патриарха Ебер (прародител на Авраам - пророкът Ибрахим при мюсюлманите) е позволено да запази оригиналния език (за който Абу ал-Фида твърди, че е иврит), понеже не е участвал в строежа.

## Предположения за първоначалния език
Объркването на езиците (confusio linguarum) е мит, включен в „Битие 11: 1 – 9 и обясняващ фрагментацията на човешките езици, в резултат на изграждането на Вавилонската кула. Преди описанието на това събитие е заявено, че човечеството говори един-единствен език, макар че Битие 10: 5 гласи, че потомците на Яфет, Гомер и Яван са се разпръснали „със собствените си езици“, създавайки очевидно противоречие. Учените обсъждат или обясняват това очевидно противоречие от векове.
Относно самия "объркан" език, т.е. този, от който се разклоняват (повечето от) останалите, наричан и адамически език (защото се предполага, че Йехова е общувал на него с първите хора, включително и давайки на него разпорежданията си към Адам), има много предположения, кой е той, а също и кой по-късен е най-подобен на него. През Средновековието еврейският език е широко разпространен и е популярна хипотезата (разглеждана или поддържана от различни еврейски, християнски и мюсюлмански схоласти), че това е той. Тезата за примата (изначалността) на иврит все още е защитавана от някои автори до появата на съвременната лингвистика през втората половина на 18 век, напр. от Pierre Besnier [fr] (1648 – 1705) във "Философско есе за обединението на езиците или изкуството да се познават всички чрез владеенето на един" (1675) и от Gottfried Hensel (1687 – 1767) в неговия "Synopsis Universae Philologiae" (1741).
Данте Алигиери се занимава с темата в своята творба "За народното красноречие" De vulgari eloquentia (1302 – 1305). Той твърди, че адамическият език е с божествен произход и значи е неизменен. Отбелязва и че според "Битие" първият (записан човешки, а не на Господ, който в "Библията" говори и преди това) речев акт е на Ева (първата жена), обръщаща се към змията, а не към Адам. В своята „Божествена комедия“ (ок. 1308 – 1320) обаче той променя възгледа си на друг, който третира адамическия език, като продукт на Адам. Съответно, след като не изхожда директно от Бога, той вече не може да се счита за неизменен. Освен това Данте заключава (Paradiso XXVI), че иврит е производен на езика на Адам и следователно не е идентичен с езика на Рая. По-специално, главното еврейско име за Бог в схоластичната традиция, Ел, трябва да бъде получено от различно от ползваното от Адам, което писателят предава като И.
Преди възприемането в научните среди на понятието индоевропейско езиково семейство, някои езици се считат за „яфетитски“ (т.е. те са представяни като говорени от произхождащите от Яфет, син на Ной, народи), който термин може да се види в трудовете на някои автори (напр. Rasmus Rask през 1815 г.; вж. Индоевропейски изследвания). В Ренесансова Европа приоритет пред еврейския започва се претендира за предполагаемите яфетически езици, които уж никога не са били покварени (запазили са автентичния си вид), тъй като предполагаемо говорилите ги по нейно време не са участвали в изграждането на Вавилонската кула (доводът може би е Битие 10: 5). Това виждане започва да се развенчава едва в епохата на Просвещението, включително и с установяване, че много от тези езици са относително нови. Дори тогава и след това, че е жив потомък на адамическия език се е твърдяло за много езици, включително: галския (вж. Auraicept na n-Éces); тосканския (Джовани Батиста Гели, 1542, Пиеро Франческо Джамбулари, 1564); холандския (Goropius Becanus, 1569, Abraham Mylius, 1612); шведския (Olaus Rudbeck, 1675); немския (Georg Philipp Harsdörffer, 1641, Schottel, 1641) езици. През 1688 г. шведският лекар Андреас Кемпе пише сатиричен трактат, където се подиграва на надпреварата между европейските националисти да претендират за родния си език, като за адамически. Окарикатурявайки опитите на шведа Олаус Рудбек да обоснове шведския като оригиналния език на човечеството, Кемпе пише остра пародия, в която Адам говори датски, Бог говори шведски, а змията - френски.

## Етеменанки
Много библеисти свързват легендата за Вавилонската кула със строителството на храмове-кули в Близкия Изток. Кулите са наричани зикурати. Върховете им служат за религиозни обреди и астрономически наблюдения. Според съвременните учени, като Стивън Л. Харис, библейската история за Вавилонската кула вероятно е повлияна от впечатленията на евреите им от зикурата Етеменанки (на шумерски: „Храм на основата на небето и земята“) по време на Вавилонския плен. Етеменанки е зикурат, посветен на бог Мардук, който се е намирал в град Вавилон.
Асирийският цар Синахериб  превзема Вавилон през 689 г. пр.н.е. и „Етеменанки“ започва да се руши. Известно е, че е възстановен от владетелите на Нововавилонското царство от 6 век пр.н.е. Набополасар и Навуходоносор II. След унищожаването от последния на Юдея много от евреите са преселени във Вавилон. Макар да липсват доказателства, не е изключено евреите да участват във възстановяването на Вавилонската кула.
През 2011 г. учени откриват в колекцията Schoyen най-старото познато изображение на Етеменанки, отъждествяван с Вавилонската кула, датиращо от времето на Навуходоносор II (приблизително от периода 604 до 562 г. пр. н. е.) и издълбано върху черен камък. Самият Навуходоносор пише, че първоначалната кула е строена в по-древни времена, обаче не е довършена и по негово време е в лошо състояние. Разказът му напомня класическия: "Бивш цар построи Храма на седемте светлини на Земята, но не завърши главата му. От отдалечено време хората го бяха изоставили, без да изрекат думите си. Оттогава земетресенията и мълниите разпръснаха изсушената от слънцето глина; тухлите на обвивката се бяха разцепили и земята отвътре беше разпръсната на купчини." Седемте светлини на Земята са планети и звезди, включително Луната и Слънцето, които според тогавашните вярвания обикалят около Земята.
По-късно гръцкият историк Херодот (440 г. пр. н. е.) пише за този зикурат, който той нарича „Храмът на Зевс Белус“, давайки сведения за огромните му измерения. Вече разрушеният Велик Зикурат на Вавилон е окончателно унищожен от Александър Велики в опит да го възстанови. Той успява да премести плочките на кулата на друго място, но смъртта му спира реконструкцията. 